# Morning dance
Morning dance is het tweede studioalbum van de Amerikaanse fusionband Spyro Gyra. Het album is een vroege piek in de verkoopcijfers van de band, het succes, vooral in de Verenigde Staten met een 24e plaats in de Billboard Album Top 200, zou nooit meer geëvenaard worden. Het album was ook populair in Japan, vandaar dat de compact discuitgave daar al redelijk vroeg (1985) verscheen. Het album verscheen origineel op Amherst Records. Uiteindelijk zou het album de platinastatus halen met 1.000.000 verkochte exemplaren (1987).
In het album klinkt een overgang door van de invloed van Wall naar die van Schuman. Ophet album kwam een aantal gastmusici spelen, die toen al zeer bekend waren in de fusion wereld, de gebroeders Brecker en gitarist Tropea (Short trip to space uit 1977). De synthesizers werden geprogrammeerd door Larry Fast. opnamen vonden plaats in de Secret Sound Studio te New York.

## Musici
- Jay Beckenstein: altsaxofoon
- Jeremy Wall: toetsinstrument behalve op It doesn't matter en Song for Lorraine, percussie op Little Linda
- Tom Schuman: toetsinstrumenten behalve op It doesn't matter en Song for Lorraine, Fender Rhodessolo op Helipolis
- John Tropea: elektrische en akoestische gitaar op Starburst, Jubilee en Morning dance
- Chet Catallo: gitaar op It Doesn't Matter en Song for Lorraine
- Jim Kurzdorfer: basgitaar behalve Jubilee, Starburst en Heliopolis,
- Will Lee: bagitaar op Heliopolis, Starburst, Jubilee
- Ted Reinhardt: slagwerk op It doesn't matter, Heliopolis, Starburst en Jubilee
- Rubens Bassini: congas en percussie behalve Rasul, Song for Lorraine, It doesn't matter en End of romanticism
- Dave Samuels: marimba en steel drum behalve op It doesn't matter, Starburst and Song for Lorraine
- Gerardo Velez: percussie op "Song for Lorraine" en congas op It doesn't matter,
- Michael Brecker: saxsolo op Starburst
- Randy Brecker: trompetsolo Jubilee
- Tom Malone: trombone
- Lewis del Gatto: dwarsfluit
- John Clark: hoorn op End of romanticism en Rasul
- Lani Groves, Diva Grey, Gordon Grody: zang op Song for Lorraine
- Rick Strauss: elektrische gitaar en 12-snarengitaar op End of romanticism, Rasul en Little Linda
- Suzanne Ciani: synthesizers op Song for Lorraine en It doesn't matter,
- Steve Jordan: drums op Jubilee, Starburst en Heliopolis

Arrangementen voor blaasinstrumenten geschreven en geleid door Jeremy Wall behalve "Heliopolis" door Jay Beckenstein

### Strijkers
- Harry Lookofsky: viool (Concertmeester)
- Matthew Raimondi: viool
- Harry Cykman: viool
- Charles LiBove: viool
- Alfred Brown: altviool
- Charles McCracken: cello

## Muziek
| Nr. | Titel                           | Duur |
| --- | ------------------------------- | ---- |
| 1.  | Morning dance (Beckenstein)     | 4:11 |
| 2.  | Jubilee (Wall)                  | 4:31 |
| 3.  | Rasul (Wall)                    | 3:57 |
| 4.  | Song for Lorraine (Beckenstein) | 3:59 |
| 5.  | Starburst (Wall)                | 4:50 |
| 6.  | Heliopolis (Beckenstein)        | 5:34 |
| 7.  | It doesn't matter (Catallo)     | 4:27 |
| 8.  | Little Linda (Wall)             | 4:27 |
| 9.  | End of romanticism (Strauss)    | 5:00 |

## Single
Morning dance is ook de titel van de gelijknamige single. Het is de enige single van de band met een hitnotering. Het haalde de 24e plaats in de Billboard Hot 100 en de 17e plaats in 10 weken notering in de Britse Single Top 50.